# Монтальто-ди-Кастро
Монтальто-ди-Кастро (итал. Montalto di Castro) — коммуна в Италии, располагается в регионе Лацио, подчиняется административному центру Витербо.
Население составляет 7653 человека (на 2001 г.), плотность населения составляет 40,35 чел./км². Занимает площадь 189,67 км². Почтовый индекс — 01014. Телефонный код — 0766.
Покровителями коммуны почитается святые Квирин и Кандид. Праздник ежегодно празднуется 9 марта.
По западной границе коммуны протекает водоток Кьяроне, который отмечает границу между областями Лацио и Тосканой.